# Дерматин

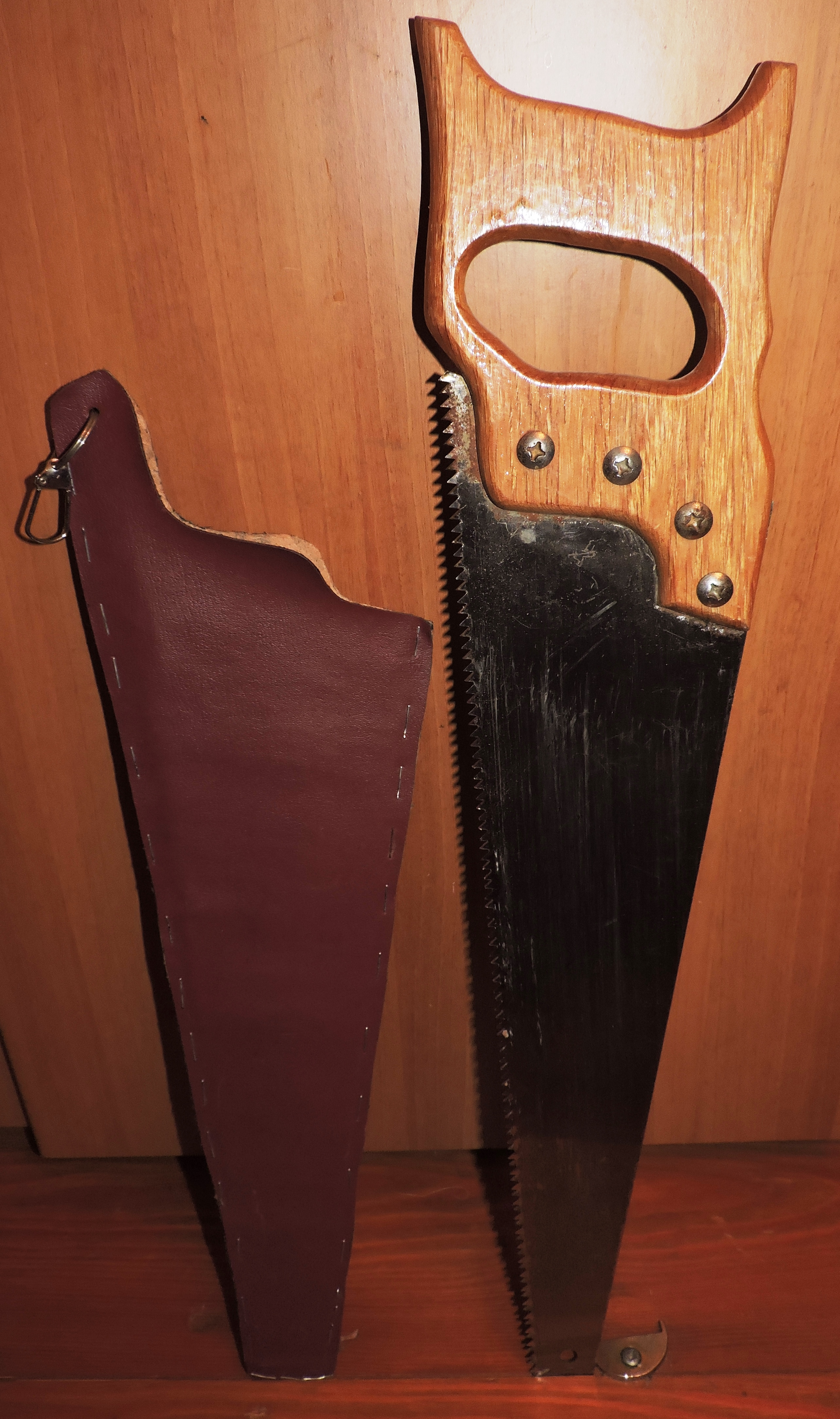
Ножны для этой пилы сделаны из дерматина

Дермати́н (от др.-греч. δερμάτινος — «кожаный»), гранитоль, нитроискожа — сорт искусственной кожи, хлопчатобумажная ткань с нитроцеллюлозным покрытием, нанесённым на одну или обе стороны ткани.

## История
Клеёнчатые материалы с пропиткой из различных доступных населению веществ использовались с доисторических времён. Первый аналог современного дермати́на получил торговое название Fabrikoid — искусственная кожа производства DuPont. Фабрикоид состоял из хлопчатобумажной ткани, покрытой нитроцеллюлозой. Среди прочего, он использовался для чемоданов, переплётного дела (в качестве материала для переплётных крышек книг и корешков), галантерейных изделий, обивки мебели, рабочих поверхностей столов, плоскостей дверей, отделки одежды и обуви. К 1920-м годам фабрикоид широко использовался как в чехлах автомобильных сидений, так и в крышах кабриолетов. Некоторые из первых экспериментов по использованию дерматина в обивке были проведены Гилбертом Роде. Дерматин широко применялся в СССР с 1930-х годов (согласно БСЭ, промышленное производство налажено с 1930 года) как кожзаменитель, дешёвый отделочный материал.

## Характеристики
Дерматин обладал сравнительно невысокими эстетическими и техническими качествами, в частности — низкой стойкостью к истиранию, и в 1950-х — 1960-х годах был вытеснен более совершенными сортами искусственной кожи, например — на основе поливинилхлорида (винилискожа) или полиамида (амидискожа). Однако благодаря былой распространённости этого материала его название стало до определённой степени нарицательным для искусственной кожи вообще и даже вошло в фольклор — так, искусственную кожу, выдаваемую за натуральную, могут иронически назвать «кожей молодого дерматина».

## Интересные факты
- В конце XIX — начале XX века под словом «дерматин» подразумевался один из минералов. Одноимённая статья в Энциклопедическом словаре Брокгауза и Ефрона содержит следующую информацию: «Дерматин — минерал, близко стоящий к змеевику; бурого цвета или зелёного, с жирным блеском, почковидный; встречается на змеевиках Вальдгейма в Саксонии; содержит FeO»[4].
- Первые советские металлисты изготавливали самостоятельно типичную для своей субкультуры атрибутику. Например, для самодельных напульсников использовали дерматин, ободранный с дверей[5].